# 愛宕山横穴墓群
愛宕山横穴墓群（あたごやまよこあなぼぐん）は、日本の宮城県仙台市太白区にある古墳時代の多数の横穴墓で、愛宕山の中腹に作られた。今も横穴として口を開いているものもあるが、土中から発掘されたもの、調査されないまま破壊されたものもあり、総数は不明である。そのうちの一つは、赤い顔料で玄室を彩った装飾墓であった。

## 遺跡の概要
愛宕山は、仙台平野の西の丘陵から平野に突き出る低い山で、広瀬川沿いにある。東西に長い山の北斜面と南斜面東側に、多数の横穴墓があり、これを愛宕山横穴墓群という。大窪谷地をはさんで南側の大年寺山にも横穴があり、それは大年寺山横穴墓群という。大年寺山には他にも二ツ沢横穴墓群、茂ヶ崎横穴墓群があり、広瀬河畔の宗禅寺横穴墓群もあわせて向山横穴墓群と総称している。横穴が作られたのは7世紀後半から8世紀初めとみられる。その頃陸奥国の国府が置かれた郡山遺跡は約2キロメートル南東にあり、この国府や周辺の集落に住んだ人々が作ったのではないかと考えられている。
1938年（昭和13年）には、大年寺山の北側と愛宕山の南北にあわせて34個が見つかっており、加えて2、3年のうちに破壊されたものも10以上あったと伝えられる。付図で愛宕山の北に3、東に3、東南に20、他の種類の穴または破壊された穴が9みてとれる。この調査で報告された横穴の位置は今ではわからなくなっているが、宅地造成や道路開削によって破壊され、数や位置が不明のまま失われた横穴が多いことはわかる。
1973年（昭和48年）以降に調査がなされたのは南斜面の穴で、今までに28基が確認されている。別に、南東斜面そばに、赤い壁画がある横穴が1つだけ見つかっている。北側の発掘調査はなされていない。
穴は斜面の中腹に作られ、幅1メートル程の羨道から入り、やや狭く作られた玄門を通って玄室に至る。玄門がない横穴もある。羨道の長さは不明である。玄室は方形か台形で、隅が丸くなったものもあり、ほとんどの横穴は一辺が1から3メートルの範囲におさまる。一つだけ、床面の半分に石を敷いた穴が見つかっている。
概して遺存状態が悪いので、副葬品の全貌はわからないが、これまでに鉄の刀、鉄の鏃、須恵器、土師器、ガラス玉が見つかっている。

## 愛宕山装飾横穴古墳
開口している横穴に近いところに、土中に埋もれて装飾横穴古墳がある。羨道は長さ2.5メートル、その下面の幅は1.15メートル。玄室はほほ正方形で、壁の幅は入り口から見て手前が1.8メートル、奥が1.9メートル、右が1.8メートル、左が1.65メートル。高さは1.4メートルくらいと思われ、家形かドーム状である。玄門の前に石を積み上げて閉塞したらしい。扉があったのかもしれないが、残っていない。こうした穴の作りは、他の横穴と違いはない。
玄室の奥の壁に赤い顔料で装飾がある。円や丸に十字の文様が多数描かれていたが、その配置はばらばらである。副葬品としては、土師器の坏1、刀子1、人骨5体分が見つかり、他に不明の鉄製品、須恵器、土師器のかけらも見つかった。
この装飾横穴は、7世紀中頃か後半のものとされる。壁画があることから、横穴を作った人々の中でも有力な人物が葬られたのではないかという推定がある。

## 発掘史
愛宕山に横穴が開口していることは、古くから地元で知られており、1912年（大正元年）発行の地図には北側のものが蝦夷穴として記入されている。
1936年（昭和11年）3月から道路開削のため山を削ったとき、多数の横穴とその中から人骨、直刀、須恵器が発見されたが、みな散逸したという。
愛宕山の横穴を初めて調査したのは清水東四郎で、1937年（昭和12年）の調査で南東斜面と北斜面にあわせて34の横穴があることを報告した。後に伊東信雄も一つの穴を実測した。
開口している横穴は、第2次世界大戦中に防空壕として使われ、その後は民家の物置きにされたりした。戦後、仙台市街の拡張にともない宅地造成で破壊されたものもあった。
愛宕大橋を架ける際、この橋に取り付く道路が山の端を削ることになり、仙台市が調査に乗り出した。1973年に南斜面に10か所の横穴を確認し、そのうち9か所を発掘調査した。このときは須恵器1個と人骨が出た。
1976年（昭和51年）4月21日、山の南東斜面付近で道路工事をしていると、突然穴が開き、中から人骨が見つかった。通報されて現場を調べた仙台南警察署は、古人骨ではないかとして仙台市教育委員会に連絡し、緊急発掘が行われた。これが装飾横穴古墳で、愛宕山横穴の中でももっとも重要なものである。玄室の壁画は重要なものと考えられたが、当時は保存の余裕がなく調査後に埋め戻した。広瀬河畔通りのカーブの外側にあたる。
1991年（平成3年）の9月と10月に、住宅建設前の発掘調査が行われた。このとき18基の横穴が地下から発見され、そのうちの15基が調査された。発掘以前に部分的に破壊されていたものが多かったが、直刀とガラス玉など若干の遺物が見つかった。